# Аполония Мигдонска
Вижте пояснителната страница за други значения на Аполония.
Аполония Мигдонска (на гръцки: Απολλωνία της Μυγδονίας, Aπολλωνία της Mυγδονικής γης, на латински: Apollonia Mygdoniorum) е древен град в Северна Гърция, разположен на Халкидическия полуостров, южно от Бешичкото езеро (Волви).

## История
Аполония е град в Мигдония, южно от езерото Болбе (Athen. viii. p. 334, e.) и северно от Холомонда, на пътя от Тесалоника за Амфиполис. Градът е споменат в „Деяния на апостолите“ и в Пътуванията. Плиний Стари споменава тази Аполония, която не бива да се бърка с разположената на юг от Холомондас Аполония Халкидическа.
Градът съществува от V пр. Хр. до VIII век. Първите му обитатели вероятно са бежанци от Халкидика, които бягат от атинските нападения по време на Пелопонеската война. Градът процъфтява при Филип II Македонски и по-късно поради това, че е на Виа Егнация.

## Разкопки
Останките от селището са разкрити на 1,5 km източно от село Егри Буджак и на 2 km югозападно от Пазаруда, прекръстени съответно на Неа Аполония и Аполония. През 2000 година там земеделец открива позлатен венец. Разкритите останки са от класическата, елинистическата и римската епоха. Разкрит е и некрополът на селището. Има големи и добре изградени стени с пет кули от V век пр. Хр.